# Luis Núñez (Fußballspieler, 20. Januar 1980)
Luis Patricio Núñez Blanco (* 20. Januar 1980 in Santiago) ist ein ehemaliger chilenischer Fußballspieler. Der Stürmer bestritt ein Länderspiel für die chilenische Fußballnationalmannschaft.

## Karriere

### Verein
Luis Núñez, auch Lucho Pato genannt, begann seine Karriere bei Universidad Católica und durchlief dessen Jugendmannschaften. 1999 wurde er an Municipal Las Condes aus der Tercera verliehen und wechselte danach in die USA zu den Jacksonville Cyclones. Im Jahr 2000 kehrte er nach Chile zurück und schloss sich dem CD Magallanes an. Von 2004 bis 2005 spielte er auf Leihbasis für Unión San Felipe, wo er gute Leistungen zeigte. In Erinnerung blieb in dieser Zeit der Disput mit Schiedsrichter Braulio Arenas, der Núñez als Händler von La Legua bezeichnete, da dieser im Februar 2003 sein Haus einer bekannten Drogenbandenchefin zur Verfügung gestellt hatte. 2006 kehrte er zu Universidad Católica zurück, wurde 2007 an den peruanischen Klub Universitario de Deportes verliehen und wechselte nach fast 100 Ligaspielen 2009 zum CD Palestino. Anschließend spielte er noch bei Ñublense, bei Universidad Católica del Ecuador, beim CD O’Higgins, CD Huachipato und zum Abschluss seiner Karriere bei Deportes Concepción. Im August 2012 wurde Núñez als Mitglied einer Bande, die Geldautomaten ausraubte, festgenommen. Er beendete daraufhin seine sportliche Karriere.

### Nationalmannschaft
Luis Núñez bestritt im März 2007 sein einziges Länderspiel beim Freundschaftsspiel gegen Costa Rica, als er in der 61. Spielminute für Humberto Suazo eingewechselt wurde.

## Probleme mit dem Gesetz
Wie schon im August 2012, als er als Mitglied einer Raubbande festgenommen wurde, kam Núñez auch danach in Konflikt mit dem Gesetz. So wurde er im September 2013 mit anderen involvierten Personen wegen Drogenhandels festgenommen. Es wurden 136 kg gepresstes Marihuana in La Serena gefunden, das für Santiago bestimmt war. Im Mai 2016 wurde er daher wegen Rauschgifthandels und illegalen Waffenbesitzes zu über vier Jahren Freiheitsstrafe verurteilt. Im November 2018 wurde er wegen eines Mordfalls in seiner Gemeinde La Legua von der chilenischen Polizei gesucht und im Februar 2020 in Cochabamba von der bolivianischen Polizei verhaftet. Nach seiner Überführung nach Chile kam er in Sicherungsverwahrung, während die Ermittlungen gegen ihn liefen. Nach über zwei Jahren wurde er als ein Hauptverantwortlicher des Mordes und schwerer Körperverletzung zu über zehn Jahren Freiheitsentzug verurteilt.